# 57e Pantserkorps (Wehrmacht)
Het 57e Pantserkorps (Duits: Generalkommando LVII. Panzerkorps) was een Duits legerkorps van de Wehrmacht tijdens de Tweede Wereldoorlog. Het korps rukte op in de Kaukasus, voerde een ontzettingspoging naar Stalingrad uit en trok terug naar Oekraïne. Daar nam het korps deel aan het tegenoffensief van Veldmaarschalk von Manstein en voerde een verdediging langs de Donets. Daarna volgende een terugtocht naar de Dnjepr, verdediging van Kryvy Rih, terugtocht naar Roemenië en later verder naar Hongarije. Na gevechten rond Boedapest volgde een verplaatsing naar Silezië.

## Krijgsgeschiedenis

### Oprichting
Het 57e Pantserkorps werd opgericht op 21 juni 1942 bij Mogilev in Rusland door omdopen van het 57e Gemotoriseerde Korps.

### 1942

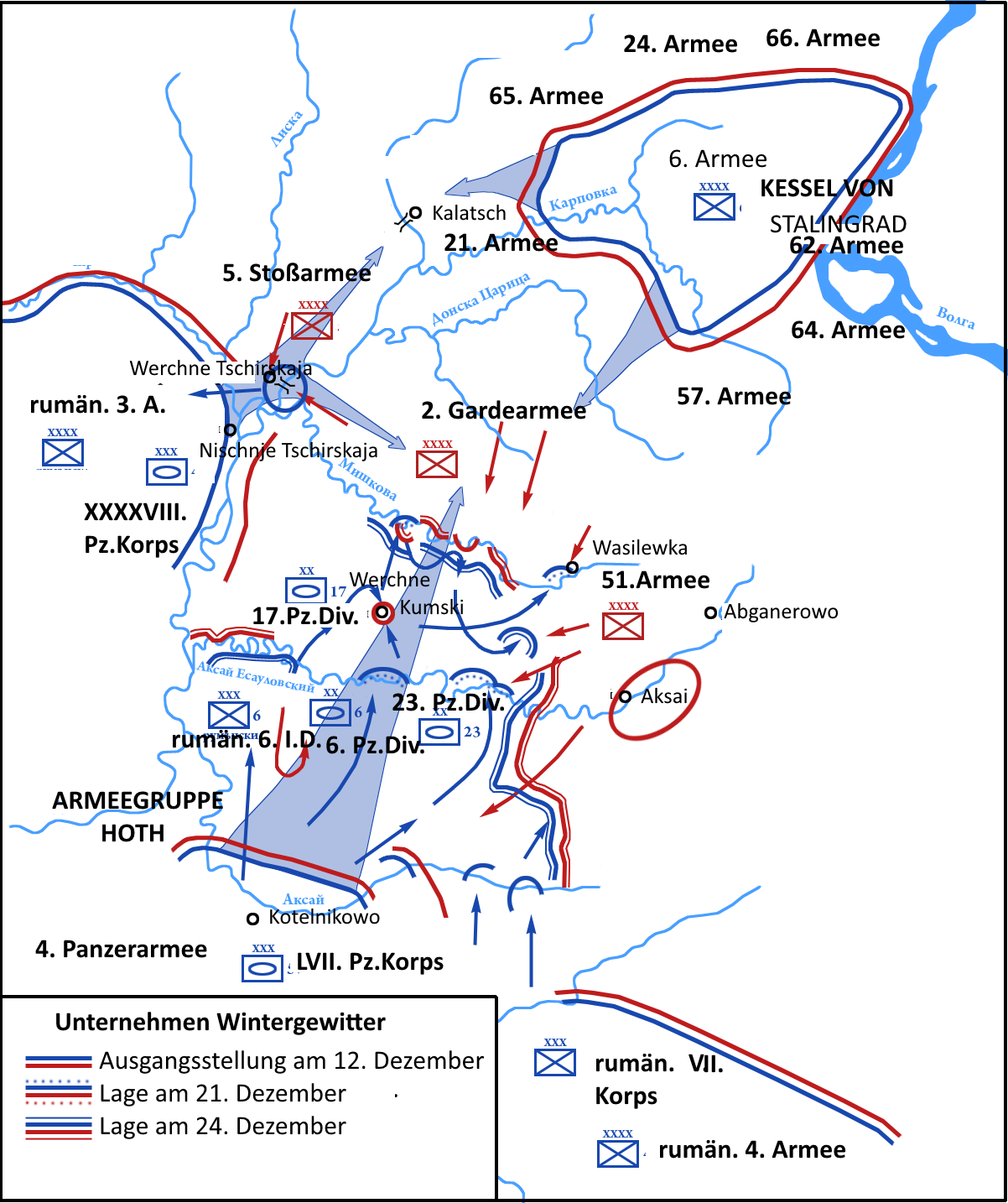
Operatie Wintergewitter

Het korps werd eind juni naar het zuiden getransporteerd, naar Taganrog, en maakte daar deel uit van “Gruppe von Wietersheim”. Het duurde even voor het korps in het Duitse zomeroffensief in actie kon komen, dit was pas in juli. Het korps trok over de Mius richting Rostov en hielp tussen 22 en 25 juli deze stad in te nemen. Hiervoor beschikte het korps over de 13e Pantserdivisie en de SS-Division Wiking. Nu stak het korps de Don over en trok richting de Kaukasus. Het ging zuidwaarts, via Kropotkin naar Majkop, dat op 9 augustus ingenomen werd. Vervolgens werd samen met het 44e Legerkorps geprobeerd door te breken naar Toeapse en de Zwarte Zee. Door sterke tegenstand van de Sovjets en het bergachtige terrein mislukte dit en het korps liep vast.
Na de omsingeling van het Duitse 6e Leger bij Stalingrad werd er een ontzettingspoging op touw gezet, Operatie Wintergewitter. Het korps werd hiervoor eind november uit het front voor Toeapse gehaald en naar het gebied bij Kotelnikovo gebracht. Hier viel het korps aan vanaf 12 december richting het noordoosten, richting Stalingrad, met de 6e en 23e Pantserdivisies. De eerste dag liep de aanval goed, maar op de tweede dag liep het korps vol tegen het 4e Sovjet Gemechaniseerde Korps aan. Drie dagen vechten was nodig om het dorp Verchnekoemski in te nemen en toen was de Schwung eruit, ondanks latere versterking door de 17e Pantserdivisie. Op 23 december kwam er een einde aan deze ontzetpoging en Stalingrad was aan zijn lot overgelaten. Nu restte het korps niets anders dan terugtrekken, richting Rostov. 

### 1943
Bij Rostov stak het korps de Don weer over begin februari 1943. Om de Dnjepr overgang bij Dnepropetrovsk te beschermen tegen oprukkende eenheden van het 1e Sovjet Gardeleger, werd het korps hierheen verplaatst. Daarna maakte het korps deel uit van het tegenoffensief van Veldmaarschalk von Manstein, dat er toe leidde dat Charkov opnieuw ingenomen werd in maart 1943. Het korps eindigde aan de Donets ten noordwesten van Izium. De stellingen die het korps innam kon het houden tot begin september 1943. Wel moest het korps zijn stellingen verdedigen met de 15e, 198e en 328e Infanteriedivisies tegen het Sovjet Izium-Barvenkovo Offensief van 17 tot 27 juli. In september sloot het korps aan bij de algehele Duitse terugtocht naar de Dnjepr en stak deze eind september over naar het westen bij Dnepropetrovsk. Hierna werd het korps ingezet medio oktober tegen een Sovjet-bruggenhoofd tussen Krementsjoek en Dnepropetrovsk. Op 13 oktober werden de Sovjets hier offensief en tot 27 oktober konden ze veel terrein winnen tot bijna bij Kryvy Rih. Hier ging het korps op dat moment tot de tegenaanval over en stopte het Sovjet-offensief. Vervolgens kon het korps min of meer zijn stellingen behouden in dit gebied tot februari 1944.

### 1944

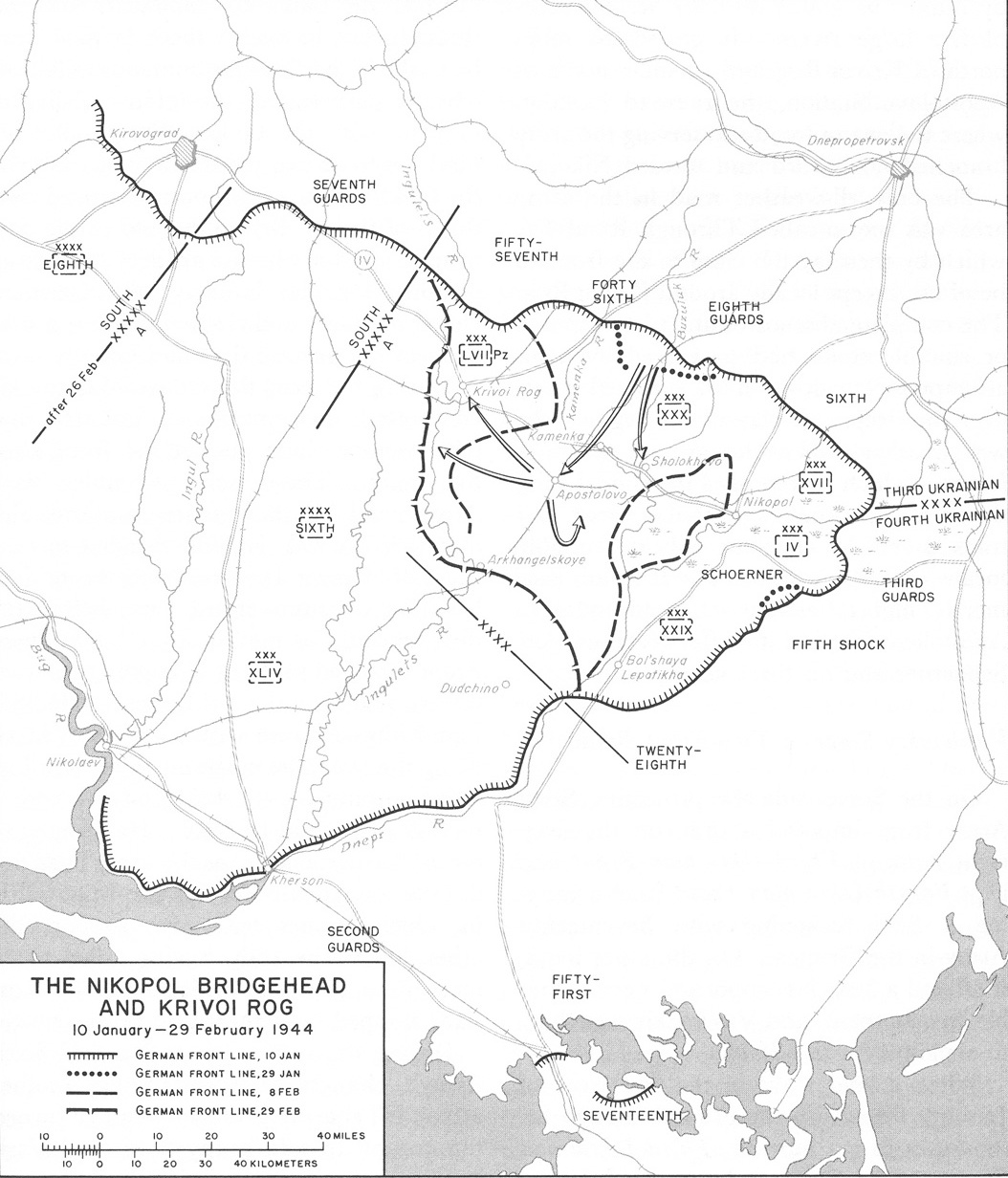
Het Nikopol–Kryvy Rih Offensief

Tijdens de laatste fase van het Sovjeti Nikopol–Kryvy Rih Offensief werd ook het korps – met op dat moment twee pantser en vijf infanteriedivisies – aangevallen door twee Sovjetlegers (de 37e en 46e Legers). Tussen 17 en 22 februari werd het korps op enkele zwakken punten aangevallen en al snel veroverden de Sovjets de stad. Het korps nam stellingen in ten westen van de stad. Al op 5 maart werden de Sovjets alweer offensief ten zuiden van Kryvy Rih en het korps werd meegesleept in de algehele terugtocht naar Roemenië. De terugtocht liep via Bobrinets (12 maart) en Voznesensk (20 maart). Eind maart werd het korps uit het front genomen en verplaatst naar Bacău. Begin april waren de Sovjets al opgerukt tot westelijk van Iași en het korps werd naar dit gebied verplaatst om de verdediging op zich te nemen. Hier nam het korps deel aan de Eerste Slag om Târgu Frumos (9 tot 12 april) en de Tweede Slag om Târgu Frumos (2 tot 8 mei 1944). Daarna bleef het front in deze positie gedurende meer dan 3 maanden. Op 20 augustus begon het Sovjet Iași–Chișinău Offensief. Het korps beschikte op dat moment over de 46e Infanteriedivisie, de 1e en 13e Roemeense Infanteriedivisies en de 1e Roemeense Tankdivisie "Romania Mare" en werd vol aangevallen door troepen van het 2e Oekraïense Front. Het front werd snel doorbroken en het korps werd terzijde geschoven en naar het westen weggedrukt, de Karpaten in. Het kon geen rol van betekenis meer spelen en werd via Piatra Neamț, Csíkszereda (eind augustus en begin september) naar Marosvásárhely (medio september) teruggedrongen. Eind september was het korps naar het gebied rond Békéscsaba gebracht om de Sovjet-opmars richting Boedapest te stoppen. Maar gedurende de volgende weken moest het korps langzaam terugwijken. Op 19 december nam het korps het bevel op zich over de Kampfgruppen van de 3e, 6e en 8e Pantserdivisies bij de Ipeľ, maar werd ondanks uitgevoerde tegenaanvallen, teruggeworpen op de Garam. Van 27 tot 30 december werd het 72e Legerkorps onder bevel van het korps geplaatst en vormde zo “Korpsgruppe Kirchner”. Kort kwam het front hier tot rust.

### 1945
Vanaf 7 januari 1945 kwam het korps weer in actie, ditmaal tegen de Sovjet opmars vanaf de Garam naar Komárom. Het korps vormde het westelijke front rond Érsekújvár. Vervolgens hielp het korps mee met de tegenaanvallen, die de Sovjets weer grotendeels terugdreven naar de Garam. Opnieuw vormde het korps tot 19 januari samen met het 72e Legerkorps de “Korpsgruppe Kirchner”. Na afloop van deze veldslag werd het korps naar Silezië overgeplaatst., naar het gebied rond Liegnitz. Tussen 2 en 5 maart 1945 had het korps een belangrijk aandeel in het opnieuw innemen van de stad Lauban, een van de laatste Duitse succesvolle offensieve operaties. In april was het korps in actie rondom Görlitz.
Het 57e Pantserkorps capituleerde op 8 mei 1945 in Tsjecho-Slowakije.

## Bovenliggende bevelslagen
| Leger              | Legergroep              | Plaats/regio                                 | Begin                | Eind                 |
| ------------------ | ----------------------- | -------------------------------------------- | -------------------- | -------------------- |
| direct onder bevel | Heeresgruppe Süd        | Taganrog                                     | 21 juni 1942         | begin juli 1942      |
| 17. Armee          | Heeresgruppe Süd        | Mius, Rostov                                 | begin juli 1942      | 24 juli 1942         |
| 1. Panzerarmee     | Heeresgruppe A          | Kaukasus                                     | 25 juli 1942         | medio augustus 1942  |
| 17. Armee          | Heeresgruppe A          | Kaukasus                                     | medio augustus 1942  | eind november 1942   |
| 4. Panzerarmee     | Heeresgruppe Don        | Kotelnikovo, Rostov, Stalino, Dnepropetrovsk | begin december 1942  | 12 februari 1943     |
| 4. Panzerarmee     | Heeresgruppe Süd        | Dnepropetrovsk, Izium                        | 12 februari 1943     | maart 1943           |
| 1. Panzerarmee     | Heeresgruppe Süd        | Izium, Dnepropetrovsk                        | april 1943           | medio september 1943 |
| 8. Armee           | Heeresgruppe Süd        | Dnjepr                                       | medio september 1943 | eind september 1943  |
| 1. Panzerarmee     | Heeresgruppe Süd        | Kryvy Rih                                    | eind september 1943  | 31 december 1943     |
| 6. Armee           | Heeresgruppe Süd, A     | Kryvy Rih                                    | 1 januari 1944       | 30 maart 1944        |
| 8. Armee           | Heeresgruppe Südukraine | Pruth                                        | 1 april 1944         | mei 1944             |
| 4e Roemeense Leger | Heeresgruppe Südukraine | Karpaten                                     | mei 1944             | augustus 1944        |
| 8. Armee           | Heeresgruppe Südukraine | Karpaten                                     | augustus 1944        | begin september 1944 |
| 6. Armee           | Heeresgruppe Südukraine | Karpaten                                     | 5 september 1944     |                      |
| 3e Hongaarse Leger | Heeresgruppe Süd        | Zuid-Hongarije                               | oktober 1944         |                      |
| 6. Armee           | Heeresgruppe Süd        | Boedapest, Ipel‘, Komarom                    | november 1944        | eind januari 1945    |
| 4. Panzerarmee     | Heeresgruppe Mitte      | Silezië                                      | eind januari 1945    | februari 1945        |
| 17. Armee          | Heeresgruppe Mitte      | Silezië, Lauban                              | februari 1945        | maart 1945           |
| 4. Panzerarmee     | Heeresgruppe Mitte      | Lausitz, Erzgebirge                          | april 1945           | mei 1945             |

## Commandanten
| Rang                                                             | Naam                           | Begin            | Eind             |
| ---------------------------------------------------------------- | ------------------------------ | ---------------- | ---------------- |
| General der Panzertruppe                                         | Friedrich Kirchner             | 21 juni 1942     | 30 november 1943 |
| Generalleutnant General der Panzertruppe (vanaf 1 februari 1944) | Hans-Karl Freiherr von Esebeck | 30 november 1943 | 19 februari 1944 |
| General der Panzertruppe                                         | Friedrich Kirchner             | 19 februari 1944 | 25 mei 1944      |
| Generalleutnant General der Infanterie (vanaf 1 juni 1944)       | Dr. Franz Beyer                | 25 mei 1944      | 2 juni 1944      |
| General der Panzertruppe                                         | Friedrich Kirchner             | 2 juni 1944      | 8 mei 1945       |

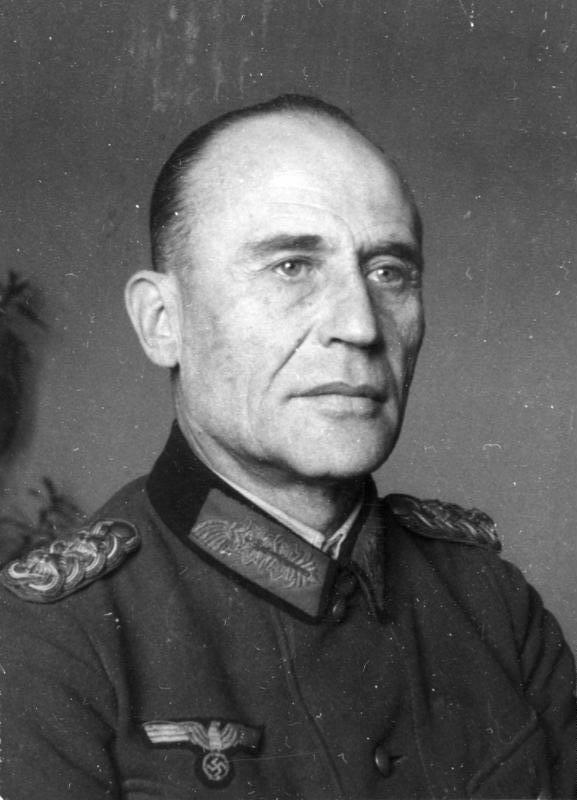
Generaal Friedrich Kirchner

Generaal Beyer was slechts tijdelijk commandant.

Generaal Kirchner gaf zich over aan Amerikaanse troepen in mei 1945